# Francesco dels Cavalcanti

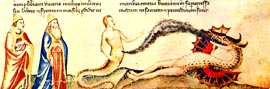
Metamorfosi de Buoso i Francesco en el Cant XXV de l'Infern. Anònim pisà, 1345.

Francesco dels Cavalcanti (... - Gaville, ...), va viure al segle xiii, dit el  "Guercio" ("Borni", però potser era una corrupció de Guccio o Güelf). D'ell les cròniques diuen poc o res, solament que va substituir un o més cops, en certs càrrecs públics i en les indegudes apropiacions que l'exercici de tals càrrecs permetia, a un tal Messer Buoso. El qual potser hauria estat en vida Buoso di Forese Donati, o potser no. Però en el cant XXV de l'Infern, és el Buoso al qual "el Borni" acaba de cedir el seu cos de serp[1].

## Personatge literari (cant XXVde l'Infernvv. 94-141)
Francesco és un dels cinc lladres florentins esmentats en la Divina Comèdia de Dante, en el setè fossat del vuitè cercle de l'Infern on són els fraudulents culpables de robatori.
En el passatge en qüestió Dante està completament concentrat en la descripció de la metamorfosi dels condemnats i les serps, de manera que la informació biogràfica dels diversos personatges és completament absent, així com les referències als crims que els han condemnat a aquest lloc de l'Infern.
L'última part del Cant XXV està completament dedicada a la doble transformació entre un home i una serp. L'home és un tal Buoso, que es convertirà en rèptil, mentre que la serp-llangardaix que es transforma en home, és aquell pel que: "tu, Gaville, encara et planys."
Els comentaristes antics han indicat, encara que no sense dubtes, que aquestes dues figures són Buoso Donati i Francesco dels Cavalcanti. Francesco hauria estat assassinat pels habitants de Gaville, una petita vila prop de Florència (un llogarret d'avui), però no se'n sap el motiu (robatoris repetits?). Després d'això, els parents de Francesco es van venjar durament sobre la ciutat, amb assassinats i destrucció de cases, això darrer podria explicar la referència al plor continu la petita vila.

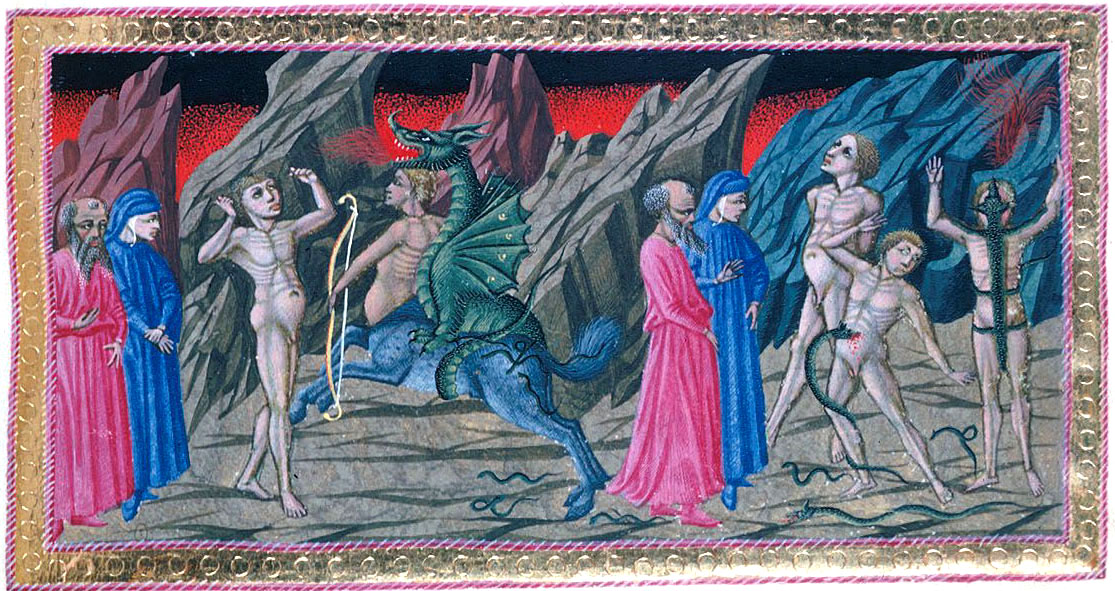
Cant 25 de l'Infern vist per Priamo della Quercia (segle XV). Buoso mossegat al llombrígol per la serp que després es transformarà en Francesco